# Svensk handbollselit 2018/2019
Svensk handbollselit (SHE) 2018/2019 är den 48:e säsongen av Sveriges högsta divisionen i handboll för damer. Regerande svenska mästare är IK Sävehof.

## Deltagande lag
- Från SHE 2017/2018 (8 lag)
  - Boden Handboll IF
  - H65 Höör
  - Kristianstad HK
  - Lugi HF
  - Skuru IK
  - IK Sävehof
  - VästeråsIrsta HF
  - Önnereds HK

- Från SHE-kval (3 lag)
  - BK Heid (kvar i Elitserien)
  - Skara HF (kvar i Elitserien)
  - Skövde HF (kvar i Elitserien)

- Från Allsvenskan 2017/2018 (1 lag)
  - Kungälvs HK

## Sluttabell i serien
Lag ett till åtta till slutspel. Lag 12 flyttas ner till Allsvenskan. Lag 9-11 får kvala om en plats i SHE med lag 2-4 i Allsvenskan.
| Nr | Lag               | S  | V  | O | F  | GM  | IM  | MS   | P  |
| -- | ----------------- | -- | -- | - | -- | --- | --- | ---- | -- |
| 1  | Skuru IK          | 22 | 21 | 0 | 1  | 686 | 479 | +207 | 42 |
| 2  | H65 Höör          | 22 | 21 | 0 | 1  | 651 | 465 | +186 | 42 |
| 3  | IK Sävehof        | 22 | 17 | 1 | 4  | 624 | 474 | +150 | 35 |
| 4  | Lugi HF           | 22 | 12 | 0 | 10 | 544 | 532 | +12  | 24 |
| 5  | Önnereds HK       | 22 | 11 | 1 | 10 | 544 | 552 | −8   | 23 |
| 6  | VästeråsIrsta HF  | 22 | 9  | 2 | 11 | 519 | 576 | −57  | 20 |
| 7  | Skara HF          | 22 | 9  | 1 | 12 | 532 | 587 | −55  | 19 |
| 8  | Kungälvs HK       | 22 | 9  | 0 | 13 | 511 | 536 | −25  | 18 |
| 9  | Skövde HF         | 22 | 8  | 0 | 14 | 524 | 624 | −100 | 16 |
| 10 | Boden Handboll IF | 22 | 4  | 1 | 17 | 513 | 617 | −104 | 9  |
| 11 | BK Heid           | 22 | 4  | 1 | 17 | 466 | 570 | −104 | 9  |
| 12 | Kristianstad HK   | 22 | 3  | 1 | 18 | 497 | 599 | −102 | 7  |

## Kvartsfinaler i bäst av fem
| Match | Datum      | Resultat                     | Publik | Ställning i kvartsfinal          |
| ----- | ---------- | ---------------------------- | ------ | -------------------------------- |
| 1     | 28/3 19.00 | Skuru IK - Kungälvs HK 27-25 | 350    | 1-0                              |
| 2     | 1/4 19.00  | Kungälvs HK - Skuru IK 14-31 | 1475   | 2-0                              |
| 3     | 7/4 17.30  | Skuru IK - Kungälvs HK 35-20 | 292    | 3-0 Skuru IK klart för semifinal |

| Match | Datum      | Resultat                        | Publik | Ställning i kvartsfinal          |
| ----- | ---------- | ------------------------------- | ------ | -------------------------------- |
| 1     | 27/3 18.00 | H65 Höör - Västerås Irsta 32-17 | 489    | 1-0                              |
| 2     | 31/3 1800  | Västerås Irsta - H65 Höör 24-31 | 339    | 2-0                              |
| 3     | 7/4 16.00  | H65 Höör - Västerås Irsta 21-16 | 421    | 3-0 H65 Höör klart för semifinal |

| Match | Datum      | Resultat                    | Publik | Ställning i kvartsfinal         |
| ----- | ---------- | --------------------------- | ------ | ------------------------------- |
| 1     | 28/3 18.00 | IK Sävehof - Skara HF 29-21 | 1548   | 1-0                             |
| 2     | 31/3 17.30 | Skara HF- IK Sävehof 19-24  | 979    | 2-0                             |
| 3     | 4/4 19.00  | IK Sävehof - Skara HF 32-24 | 529    | 3-0 Sävehof klart för semifinal |

| Match | Datum      | Resultat                                                     | Publik | Ställning i kvartsfinal           |
| ----- | ---------- | ------------------------------------------------------------ | ------ | --------------------------------- |
| 1     | 28/3 19.00 | Lugi HF - Önnered HK 34-32 efter 2 förlängningar och shotout | 893    | 1-0                               |
| 2     | 1/4 19.00  | Önnered HK - Lugi HF 25-20                                   | 520    | 1-1                               |
| 3     | 5/4 19.00  | Lugi HF - Önnered HK 18-20                                   | 772    | 1-2                               |
| 4     | 10/4 19.00 | Önnered HK - Lugi HF 19-22                                   | 819    | 2-2                               |
| 5     | 14/4 18.10 | Lugi HF- Önnered 31-27                                       | 1157   | 3-2 Lugi vidare med 3-2 i matcher |

## Semifinaler i bäst av fem matcher
Skuru IK - Lugi HF
| Match | Datum      | Resultat                 | Publik | Ställning i semifinal |
| 1     | 18/4 17.30 | Skuru IK - Lugi HF 28-19 | 550    | 1-0                   |
| 2     | 24/4 19.00 | Lugi HF- Skuru IK 32-25  | 915    | 1-1                   |
| 3     | 28/4 17.30 | Skuru IK - Lugi HF 29-20 | 750    | 2-1                   |
| 4     | 1/5 17.30  | Lugi HF - Skuru IK 21-35 | 1872   | 3-1 Skuru till final  |

H65 Höör - IK Sävehof
| Match | Datum      | Resultat                    | Publik | Ställning i semifinal  |
| ----- | ---------- | --------------------------- | ------ | ---------------------- |
| 1     | 19/4 18.10 | H65 Höör- IK Sävehof 32-21  | 715    | 1-0                    |
| 2     | 24/4 19.00 | IK Sävehof - H65 Höör 24-22 | 1306   | 1-1                    |
| 3     | 28/4 17.30 | H65 Höör - IK Sävehof 20-24 | 845    | 1-2                    |
| 4     | 2/5 18.30  | IK Sävehof - H65 Höör 23-21 | 1012   | 1-3 Sävehof till final |

## Final i bäst av fem matcher
| Match | Datum      | Resultat                                     | Publik | Ställning i semifinal      |
| ----- | ---------- | -------------------------------------------- | ------ | -------------------------- |
| 1     | 13/5 18.10 | Skuru IK- IK Sävehof 22-24                   | 1155   | 0-1                        |
| 2     | 16/5 18.10 | IK Sävehof - Skuru IK 34-26                  | 1424   | 0-2                        |
| 3     | 19/5 18.10 | Skuru IK- IK Sävehof 26-27 efter förlängning | 1195   | 0-3 Sävehof Vinner SM-Guld |

## All star team[1]
- Målvakt: Sofie Börjesson, Kungälv HK
- Vänstersex: Olivia Mellegård, IK Sävehof
- Mittsex: Johanna Forsberg, IK Sävehof
- Högersex: Mathilda Lundström, Skuru IK
- Vänsternio: Mikaela Mässing, H65 Höör
- Mittnio: Melissa Petrén, Lugi HF
- Högernio: Alexandra Bjärrenholt, Skuru IK

- Försvarare: Elin Hallagård, IK Sävehof
- Tränare: Mats Kardell, Skuru IK
- MVP: Mikaela Mässing, H65 Höör
- Skyttedrottning: Sarah Carlström, Kristianstad HK

## Skytteligan och statistik
|    | Namn                  | Klubb           | Position | Matcher | Mål | Tekniska fel | Assist | Utvisningar | MEP   |
| -- | --------------------- | --------------- | -------- | ------- | --- | ------------ | ------ | ----------- | ----- |
| 1  | Sarah Carlström       | Kristianstad HK | V9       | 21      | 138 | 50           | 44     | 5           | 73,73 |
| 2  | Mikaela Mässing       | H65 Höör        | V9       | 22      | 136 | 17           | 35     | 4           | 79,6  |
| 3  | Hannah Flodman        | Lugi HF         | V9       | 20      | 129 | 55           | 38     | 1           | 59,77 |
| 4  | Towe Andersson        | BK Heid         | V9       | 22      | 122 | 87           | 57     | 6           | 51,15 |
| 5  | Alexandra Bjärrenholt | Skuru IK        | H9       | 22      | 118 | 46           | 95     | 2           | 77,5  |
| 6  | Melissa Petrén        | Lugi HF         | M9       | 22      | 117 | 48           | 37     | 7           | 58,95 |
| 7  | Emmy Nordmark         | Boden           | M9       | 22      | 116 | 63           | 68     | 11          | 54,62 |
| 8  | Emma Aarnio           | Västerås/Irsta  | V9       | 22      | 110 | 67           | 49     | 5           | 30,36 |
| 9  | Jessica Ehrnbring     | Önnereds HK     | M9       | 22      | 100 | 49           | 58     | 1           | 45,32 |
| 10 | Melanie Felber        | Skara HK        | V6       | 21      | 91  | 19           | 4      | 3           | 48,45 |